# Дег-е Алі-Морад (Марказі)
Дег-е Алі-Морад (перс. ده علي مراد) — село в Ірані, у дегестані Мальмір, у бахші Сарбанд, шагрестані Шазанд остану Марказі. За даними перепису 2006 року, його населення становило 151 особу, що проживали у складі 41 сім'ї.

## Клімат
Середня річна температура становить 11,29 °C, середня максимальна – 30,61 °C, а середня мінімальна – -11,92 °C. Середня річна кількість опадів – 299 мм.
| Клімат поселення                              | Клімат поселення | Клімат поселення | Клімат поселення | Клімат поселення | Клімат поселення | Клімат поселення | Клімат поселення | Клімат поселення | Клімат поселення | Клімат поселення | Клімат поселення | Клімат поселення | Клімат поселення |
| Показник                                      | Січ.             | Лют.             | Бер.             | Квіт.            | Трав.            | Черв.            | Лип.             | Серп.            | Вер.             | Жовт.            | Лист.            | Груд.            |                  |
| Середній максимум, °C                         | 6,83             | 8,54             | 13,01            | 19,48            | 24,55            | 29,86            | 30,61            | 30,37            | 25,46            | 19,77            | 12,58            | 7,08             |                  |
| Середня температура, °C                       | −2,55            | −0,83            | 3,64             | 10,11            | 15,18            | 20,48            | 24,53            | 24,30            | 19,40            | 13,70            | 6,52             | 1,02             |                  |
| Середній мінімум, °C                          | −11,92           | −10,21           | −5,74            | 0,74             | 5,80             | 11,12            | 18,47            | 18,25            | 13,32            | 7,63             | 0,45             | −5,05            |                  |
| Норма опадів, мм                              | 48               | 41               | 54               | 39               | 32               | 7                | 1                | 1                | 0                | 6                | 28               | 42               |                  |
| Середньомісячна швидкість вітру, м/с          | 1.55             | 2.50             | 2.90             | 2.83             | 2.51             | 2.39             | 2.40             | 2.23             | 2.23             | 2.05             | 1.98             | 1.47             |                  |
| Середньомісячна сонячна радіація, кДж/м²·день | 9415             | 12561            | 15223            | 18472            | 22529            | 27001            | 25985            | 24314            | 21472            | 16028            | 11224            | 9180             |                  |
| --------------------------------------------- | ---------------- | ---------------- | ---------------- | ---------------- | ---------------- | ---------------- | ---------------- | ---------------- | ---------------- | ---------------- | ---------------- | ---------------- | ---------------- |
| Джерело:                                      |                  |                  |                  |                  |                  |                  |                  |                  |                  |                  |                  |                  |                  |